# Ocad (logiciel)
Pour les articles homonymes, voir Ocad.
 (avril 2012).

Logo de "OCAD".

Ocad est un logiciel permettant de cartographier, ou créer des circuits sur des cartes aux normes IOF, c'est-à-dire pour la course d'orientation. Il existe des versions gratuites du logiciel et des payantes qui offrent une meilleure ergonomie et de meilleurs rendus techniques.
Il existe depuis 1989, et l'entreprise suisse qui le développe est basée à Baar.